# Charquemont
Charquemont és un municipi francès situat al departament del Doubs i a la regió de Borgonya - Franc Comtat. L'any 2007 tenia 2.413 habitants.

## Demografia

### Població
El 2007 la població de fet de Charquemont era de 2.413 persones. Hi havia 1.077 famílies de les quals 364 eren unipersonals (162 homes vivint sols i 202 dones vivint soles), 329 parelles sense fills, 301 parelles amb fills i 83 famílies monoparentals amb fills.
La població ha evolucionat segons el següent gràfic:
Habitants censats

### Habitatges
El 2007 hi havia 1.162 habitatges, 1.099 eren l'habitatge principal de la família, 26 eren segones residències i 37 estaven desocupats. 660 eren cases i 496 eren apartaments. Dels 1.099 habitatges principals, 685 estaven ocupats pels seus propietaris, 389 estaven llogats i ocupats pels llogaters i 26 estaven cedits a títol gratuït; 15 tenien una cambra, 96 en tenien dues, 210 en tenien tres, 270 en tenien quatre i 509 en tenien cinc o més. 893 habitatges disposaven pel capbaix d'una plaça de pàrquing. A 535 habitatges hi havia un automòbil i a 435 n'hi havia dos o més.

### Piràmide de població
La piràmide de població per edats i sexe el 2009 era:
| Homes | Edats   | Dones |
| ----- | ------- | ----- |
| 0     | 95 o +  | 0     |
| 4     | 90 a 94 | 8     |
| 20    | 85 a 89 | 12    |
| 8     | 80 a 84 | 16    |
| 16    | 75 a 79 | 40    |
| 72    | 70 a 74 | 48    |
| 64    | 65 a 69 | 72    |
| 48    | 60 a 64 | 72    |
| 40    | 55 a 59 | 60    |
| 72    | 50 a 54 | 60    |
| 92    | 45 a 49 | 48    |
| 76    | 40 a 44 | 108   |
| 92    | 35 a 39 | 68    |
| 84    | 30 a 34 | 80    |
| 84    | 25 a 29 | 68    |
| 52    | 20 a 24 | 68    |
| 60    | 15 a 19 | 80    |
| 64    | 10 a 14 | 92    |
| 80    | 5 a 9   | 68    |
| 76    | 0 a 4   | 28    |

## Economia
El 2007 la població en edat de treballar era de 1.585 persones, 1.284 eren actives i 301 eren inactives. De les 1.284 persones actives 1.231 estaven ocupades (656 homes i 575 dones) i 53 estaven aturades (22 homes i 31 dones). De les 301 persones inactives 123 estaven jubilades, 93 estaven estudiant i 85 estaven classificades com a «altres inactius».

### Ingressos
El 2009 a Charquemont hi havia 1.103 unitats fiscals que integraven 2.466 persones, la mediana anual d'ingressos fiscals per persona era de 22.071 €.

### Activitats econòmiques
Dels 81 establiments que hi havia el 2007, 1 era d'una empresa extractiva, 4 d'empreses alimentàries, 8 d'empreses de fabricació de material elèctric, 6 d'empreses de fabricació d'altres productes industrials, 10 d'empreses de construcció, 17 d'empreses de comerç i reparació d'automòbils, 3 d'empreses de transport, 5 d'empreses d'hostatgeria i restauració, 3 d'empreses financeres, 6 d'empreses immobiliàries, 3 d'empreses de serveis, 12 d'entitats de l'administració pública i 3 d'empreses classificades com a «altres activitats de serveis».
Dels 21 establiments de servei als particulars que hi havia el 2009, 1 era una oficina de correu, 1 una oficina bancària, 1 funerària, 2 tallers de reparació d'automòbils i de material agrícola, 1 establiment de lloguer de cotxes, 3 paletes, 1 guixaire pintor, 2 fusteries, 2 lampisteries, 2 perruqueries, 2 restaurants i 3 agències immobiliàries.
Dels 11 establiments comercials que hi havia el 2009, 1 era una gran superfície de material de bricolatge, 1 una botiga de més de 120 m², 2 fleques, 1 una fleca, 1 una peixateria, 1 una sabateria, 1 una botiga de material de revestiment de parets i terra, 2 joieries i 1 una joieria.
L'any 2000 a Charquemont hi havia 25 explotacions agrícoles que ocupaven un total de 1.180 hectàrees.

## Equipaments sanitaris i escolars
El 2009 hi havia 2 farmàcies i 1 ambulància.
El 2009 hi havia 1 escola maternal i 1 escola elemental.

## Poblacions més properes
El següent diagrama mostra les poblacions més properes.